# CONCACAF Champions' Cup 1981
La CONCACAF Champions' Cup 1981 è stata la 17ª edizione della massima competizione calcistica per club centro-nordamericana.

## Risultati

### Zona Centro-Nord America

#### Primo turno
| Squadra 1      | Totale | Squadra 2          | Andata | Ritorno |
| -------------- | ------ | ------------------ | ------ | ------- |
| Atlético Marte | 5 - 3  | Juventud Retalteca | 2 - 2  | 3 - 1   |
| Marathón       | 5 - 1  | Santiagueño        | 4 - 0  | 1 - 1   |
| Xelajú MC      | 2 - 4  | Tigres UANL        | 0 - 0  | 2 - 4   |
| Real España    | 2 - 4  | Cruz Azul          | 2 - 1  | 0 - 3   |

#### Secondo turno
| Squadra 1   | Totale | Squadra 2      | Andata | Ritorno |
| ----------- | ------ | -------------- | ------ | ------- |
| Tigres UANL | 1 - 2  | Atlético Marte | 1 - 1  | 0 - 1   |
| Marathón    | 4 - 2  | Cruz Azul      | 3 - 1  | 1 - 1   |

#### Terzo turno
| Squadra 1      | Totale | Squadra 2 | Andata | Ritorno |
| -------------- | ------ | --------- | ------ | ------- |
| Atlético Marte | a tav. | Marathón  | -      | -       |

### Zona Caraibi

#### Primo turno
| Squadra 1        | Totale | Squadra 2            | Andata | Ritorno |
| ---------------- | ------ | -------------------- | ------ | ------- |
| Kentucky Memphis | 0 - 3  | SUBT                 | 0 - 1  | 0 - 2   |
| Sithoc           | 1 - 5  | Robinhood            | 1 - 0  | 0 - 5   |
| Transvaal        | 3 - 2  | Defence Force        | 1 - 0  | 2 - 2   |
| Yama Sun Oil     | n.c.   | Saint Thomas College | n.c.   | n.c.    |

#### Secondo turno
| Squadra 1 | Totale          | Squadra 2    | Andata | Ritorno |
| --------- | --------------- | ------------ | ------ | ------- |
| Sithoc    | 7 - 1           | Yama Sun Oil | 5 - 0  | 2 - 1   |
| Robinhood | 0 - 0 (3-4 dcr) | Transvaal    | 0 - 0  | 0 - 0   |

#### Terzo turno
| Squadra 1 | Totale | Squadra 2 | Andata | Ritorno |
| --------- | ------ | --------- | ------ | ------- |
| Sithoc    | 0 - 3  | Transvaal | 0 - 1  | 0 - 2   |

### Finale

#### Andata
| Paramaribo 30 gennaio 1982                       | Transvaal | 1 – 0 | Atlético Marte | National Stadium |
| \| \| \| \| \| Leisberger 84’ \| Marcatori \| \| |           |       |                |                  |
|                                                  |           |       |                |                  |
| Leisberger 84’                                   | Marcatori |       |                |                  |

#### Ritorno
| Paramaribo 2 febbraio 1982                     | Atlético Marte | 1 – 1  | Transvaal | National Stadium |
| \| \| \| \| \| Huezo \| Marcatori \| Bundel \| |                |        |           |                  |
|                                                |                |        |           |                  |
| Huezo                                          | Marcatori      | Bundel |           |                  |